# Louis-Charles Deneux
Louis-Charles Deneux, né à Heilly le 25 août 1767 et mort à Nogent-Le-Rotrou le 28 décembre 1846, est un médecin français.

## Biographie

### Maître en chirurgie à Amiens
Il effectue ses études de médecine à Paris et est reçu maître en chirurgie à Amiens. Chirurgien-major du 3e bataillon des volontaires de la Somme puis chirurgien en chef de la demi-brigade d'infanterie (1794), il quitte ce service en 1795 et s'installe à Amiens, où il vit jusqu'en 1810.
Nommé chirurgien en chef adjoint du dépôt de mendicité et de l'hôpital Saint-Charles et de l'Hôtel-Dieu (1806) ainsi que professeur d'anatomie et de physiologie à l'École d'instruction médicale d'Amiens, il est appelé à devenir chirurgien en chef de la maison de justice et n'accepte la fonction qu'en échange de la création d'une maison d'arrêt séparant les pauvres des autres condamnés, laquelle fut fondée le 30 novembre 1809.

### Médecin accoucheur à Paris
Reçu docteur en médecine à Paris en 1804, il succède comme médecin accoucheur à son cousin Jean-Louis Baudelocque en 1810 et commence en 1814 à donner des cours particuliers, qu'il continuera jusqu'en 1816.
Accoucheur de la duchesse de Berry, médecin de Louis XVIII, il obtient de nombreuses gratifications : chevalier de l'ordre royal de Saint-Michel (1819), médecin en chef adjoint de la maison d'accouchement, chevalier des ordres royaux de la Légion d'Honneur (30 septembre 1820) et de Constantin des Deux-Siciles (1820), membre titulaire de l'Académie royale de médecine qu'il contribua à fonder, du Cercle médical, de la Société de médecine pratique de Paris, de celle du département de la Seine, correspondant de l'Académie d'Amiens, de Palerme, des Sociétés de médecine de Caen, du département de l'Eure... il fut titulaire d'une chaire à la Faculté de Paris jusqu'en 1830. 
Il est inhumé au cimetière d'Heilly.

## Publications
- Essai sur la rupture de la matrice pendant la grossesse et l'accouchement
- Recherches sur la hernie de l'ovaire, 1813
- Considérations sur les propriétés de la matrice, 1818
- Observations sur les hémorragies utérines ; sur la terminaison des grossesses extra-utérines, 1819
- Sur la sortie du cordon ombilical pendant le travail de l'enfantement, 1820
- Recherches sur la cause de l'accouchement spontané après la mort, 1823
- Mémoire sur les tumeurs sanguines de la vulve et du vagin, 1830